# Golden Gala Pietro Mennea 2023
Die Golden Gala Pietro Mennea 2023 war eine Leichtathletik-Veranstaltung, die am 2. Juni im Stadio Luigi Ridolfi in Florenz, der Hauptstadt der Toskana, stattfand und Teil der Diamond League war. Es war dies das dritte Meeting dieser Veranstaltungsreihe und wurde nach Florenz verlegt und fand damit nicht wie üblich im Olympiastadion in Rom statt.

## Ergebnisse

### Männer

#### 100 m
| Platz | Athlet             | Land | Zeit (s) |
| ----- | ------------------ | ---- | -------- |
| 1     | Fred Kerley        | USA  | 09,94    |
| 2     | Ferdinand Omanyala | KEN  | 10,05    |
| 3     | Trayvon Bromell    | USA  | 10,09 SB |
| 4     | Akani Simbine      | RSA  | 10,09    |
| 5     | Samuele Ceccarelli | ITA  | 10,13 PB |
| 6     | Rohan Browning     | AUS  | 10,15    |
| 7     | Yohan Blake        | JAM  | 10,15 SB |
| 8     | Marvin Bracy       | USA  | 10,23    |

Wind: 0,0 m/s

#### 200 m
| Platz | Athlet            | Land | Zeit (s) |
| ----- | ----------------- | ---- | -------- |
| 1     | Erriyon Knighton  | USA  | 19,89 SB |
| 2     | Jereem Richards   | TTO  | 20,28    |
| 3     | Aaron Brown       | CAN  | 20,28    |
| 4     | Filippo Tortu     | ITA  | 20,41    |
| 5     | Reynier Mena      | CUB  | 20,48    |
| 6     | Joseph Fahnbulleh | LBR  | 20,51    |
| 7     | Fausto Desalu     | ITA  | 20,90 SB |
|       | Alexander Ogando  | DOM  | DSQ      |

Wind: 0,0 m/s

#### 5000 m
| Platz                     | Athlet               | Land | Zeit (min)  |
| ------------------------- | -------------------- | ---- | ----------- |
| 1                         | Mohamed Katir        | ESP  | 12:52,09 WL |
| 2                         | Yomif Kejelcha       | ETH  | 12:52,12 SB |
| 3                         | Luis Grijalva        | GTM  | 12:52,97 NR |
| 4                         | Joshua Cheptegei     | UGA  | 12:53,81 SB |
| 5                         | Telahun Haile Bekele | ETH  | 12:54,31 SB |
| 6                         | William Kincaid      | USA  | 12:54,40 PB |
| 7                         | Joe Klecker          | USA  | 12:55,16 PB |
| 8                         | Jacob Krop           | KEN  | 13:55,57 SB |
| 9                         | Selemon Barega       | ETH  | 12:56,18 SB |
| 10                        | Mohammed Ahmed       | CAN  | 12:56,46 SB |
| 11                        | Grant Fisher         | USA  | 12:56,99 SB |
| 12                        | Samuel Tefera        | ETH  | 12:58,44 PB |
| 13                        | Thierry Ndikumwenayo | ESP  | 12:59,03 PB |
| 14                        | Berihu Aregawi       | ITA  | 13:04,52 SB |
| 15                        | Nicholas Kipkorir    | KEN  | 13:10,52    |
| 16                        | Stewart McSweyn      | AUS  | 13:23,82    |
|                           | Andreas Almgren      | SWE  | DNF         |
| Jack Rayner (Pacemaker)   | AUS                  | DNF  |             |
| Paul Robinson (Pacemaker) | IRL                  | DNF  |             |

#### 110 m Hürden
| Platz | Athlet             | Land | Zeit (s) |
| ----- | ------------------ | ---- | -------- |
| 1     | Grant Holloway     | USA  | 13,04    |
| 2     | Jason Joseph       | SUI  | 13,10 NR |
| 3     | Devon Allen        | USA  | 13,19 SB |
| 4     | Jamal Britt        | USA  | 13,26    |
| 5     | Just Kwaou-Mathey  | FRA  | 13,35    |
| 6     | Freddie Crittenden | USA  | 13,38    |
| 7     | Rafael Pereira     | BRA  | 13,47    |
| 8     | Lorenzo Simonelli  | ITA  | 14,57 PB |

Wind: −0,2 m/s

#### Hochsprung
| Platz | Athlet            | Land | Höhe (m) |
| ----- | ----------------- | ---- | -------- |
| 1     | JuVaughn Harrison | USA  | 2,32     |
| 2     | Woo Sang-hyeok    | KOR  | 2,30     |
| 3     | Luis Zayas        | CUB  | 2,27     |
| 4     | Hamish Kerr       | NZL  | 2,24 SB  |
| 5     | Douwe Amels       | NED  | 2,20     |
| 6     | Edgar Rivera      | MEX  | 2,15     |
| 7     | Tobias Potye      | GER  | 2,15     |
| 8     | Andrij Prozenko   | UKR  | 2,15     |
| 9     | Luís Castro       | PUR  | 2,10     |

#### Dreisprung
| Platz | Athlet               | Land | Weite (m) |
| ----- | -------------------- | ---- | --------- |
| 1     | Andy Díaz            | CUB  | 17,75 PB  |
| 2     | Hugues Fabrice Zango | BFA  | 17,68     |
| 3     | Lázaro Martínez      | CUB  | 17,12 SB  |
| 4     | Emmanuel Ihemeje     | ITA  | 16,69     |
| 5     | Donald Scott         | USA  | 16,46     |
| 6     | Abdulla Aboobacker   | IND  | 16,37     |
| 7     | Christian Taylor     | USA  | 16,32     |
| 8     | Tobia Bocchi         | ITA  | 16,24 SB  |

#### Kugelstoßen
| Platz | Athlet           | Land | Weite (m) |
| ----- | ---------------- | ---- | --------- |
| 1     | Leonardo Fabbri  | ITA  | 21,73 SB  |
| 2     | Tomas Walsh      | NZL  | 21,69     |
| 3     | Tomáš Staněk     | CZE  | 21,64     |
| 4     | Joe Kovacs       | USA  | 21,55     |
| 5     | Adrian Piperi    | USA  | 21,43     |
| 6     | Zane Weir        | ITA  | 21,13     |
| 7     | Filip Mihaljević | CRO  | 20,92 SB  |
| 8     | Josh Awotunde    | USA  | 20,12     |
| 9     | Armin Sinančević | SRB  | 19,53     |

### Frauen

#### 100 m
| Platz | Athletin           | Land | Zeit (s) |
| ----- | ------------------ | ---- | -------- |
| 1     | Marie-Josée Ta Lou | CIV  | 10,97    |
| 2     | Gina Lückenkemper  | GER  | 11,09    |
| 3     | Imani Lansiquot    | GBR  | 11,16    |
| 4     | Morolake Akinosun  | USA  | 11,20    |
| 5     | Abby Steiner       | USA  | 11,23    |
| 6     | Gabrielle Thomas   | USA  | 11,27    |
| 7     | Jenna Prandini     | USA  | 11,33 SB |
|       | Dina Asher-Smith   | GBR  | DNS      |

Wind: −0,4 m/s

#### 400 m
| Platz | Athletin           | Land | Zeit (s) |
| ----- | ------------------ | ---- | -------- |
| 1     | Natalia Kaczmarek  | POL  | 50,41 SB |
| 2     | Lieke Klaver       | NED  | 50,75 SB |
| 3     | Lynna Irby-Jackson | USA  | 50,84    |
| 4     | Roxana Gómez       | CUB  | 51,29    |
| 5     | Aliyah Abrams      | GUY  | 51,31    |
| 6     | Anna Kiełbasińska  | POL  | 51,76 SB |
| 7     | Candice McLeod     | JAM  | 52,09    |
| 8     | Alice Mangione     | ITA  | 52,61    |

#### 1500 m
| Platz                            | Athletin                       | Land | Zeit (min)    |
| -------------------------------- | ------------------------------ | ---- | ------------- |
| 1                                | Faith Kipyegon                 | KEN  | 3:49,11 WR MR |
| 2                                | Laura Muir                     | GBR  | 3:57,09 SB    |
| 3                                | Jessica Hull                   | AUS  | 3:57,29 AR    |
| 4                                | Ciara Mageean                  | IRL  | 4:00,95 SB    |
| 5                                | Axumawit Embaye                | ETH  | 4:00,98 SB    |
| 6                                | Abbey Caldwell                 | AUS  | 4:01,34       |
| 7                                | Josette Andrews                | USA  | 4:01,39       |
| 8                                | Cory McGee                     | USA  | 4:01,45 SB    |
| 9                                | Sintayehu Vissa                | ITA  | 4:01,98 PB    |
| 10                               | Linden Hall                    | AUS  | 4:02,43 SB    |
| 11                               | Ludovica Cavalli               | ITA  | 4:03,04 PB    |
| 12                               | Gabriela DeBues-Stafford       | CAN  | 4:03,64 SB    |
| 13                               | Federica Del Buono             | ITA  | 4:05,09 SB    |
| 14                               | Marta García                   | ESP  | 4:07,22 PB    |
|                                  | Brooke Feldmeier (Pacemakerin) | USA  | DNF           |
| Sage Hurta-Klecker (Pacemakerin) | USA                            | DNF  |               |

#### 400 m Hürden
| Platz | Athletin            | Land | Zeit (s)    |
| ----- | ------------------- | ---- | ----------- |
| 1     | Femke Bol           | NED  | 52,43 WL MR |
| 2     | Shamier Little      | USA  | 53,38 SB    |
| 3     | Anna Hall           | USA  | 54,42 PB    |
| 4     | Gianna Woodruff     | PAN  | 54,59 SB    |
| 5     | Wiktorija Tkatschuk | UKR  | 54,71 SB    |
| 6     | Rushell Clayton     | JAM  | 54,71       |
| 7     | Ayomide Folorunso   | ITA  | 55,34 SB    |
| 8     | Anna Ryschykowa     | UKR  | 55,99 SB    |

#### 3000 m Hindernis
| Platz | Athletin                    | Land | Zeit (min)       |
| ----- | --------------------------- | ---- | ---------------- |
| 1     | Sembo Almayew               | ETH  | 9:00,71 WL MR PB |
| 2     | Jackline Chepkoech          | KEN  | 9:04,07 SB       |
| 3     | Zerfe Wondemagegn           | ETH  | 9:04,61 PB       |
| 4     | Beatrice Chepkoech          | KEN  | 9:10,02          |
| 5     | Alice Finot                 | FRA  | 9:10,04 NR       |
| 6     | Maruša Mišmaš Zrimšek       | SVN  | 9:10,07 NR       |
| 7     | Mekides Abebe               | ETH  | 9:11,09 SB       |
| 8     | Courtney Wayment            | USA  | 9:11,41 SB       |
| 9     | Marwa Bouzayani             | TUN  | 9:11,76 PB       |
| 10    | Luiza Gega                  | ALB  | 9:11,94 SB       |
| 11    | Winfred Mutile Yavi         | BHR  | 9:18,12          |
| 12    | Emma Coburn                 | USA  | 9:18,27 SB       |
| 13    | Regan Yee                   | CAN  | 9:40,04 SB       |
| 14    | Natalija Strebkowa          | UKR  | 9:43,20 SB       |
|       | Fancy Cherono (Pacemakerin) | KEN  | DNF              |

#### Stabhochsprung
| Platz | Athletin           | Land | Höhe (m) |
| ----- | ------------------ | ---- | -------- |
| 1     | Katie Moon         | USA  | 4,71     |
| 2     | Tina Šutej         | SVN  | 4,71     |
| 3     | Nina Kennedy       | AUS  | 4,61 SB  |
| 4     | Roberta Bruni      | ITA  | 4,61 SB  |
| 4     | Sandi Morris       | USA  | 4,61     |
| 6     | Wilma Murto        | FIN  | 4,51     |
| 6     | Lene Retzius       | NOR  | 4,51 SB  |
| 8     | Elisa Molinarolo   | ITA  | 4,41     |
| 8     | Katerina Stefanidi | GRC  | 4,41     |

#### Weitsprung
| Platz | Athletin                | Land | Weite (m) |
| ----- | ----------------------- | ---- | --------- |
| 1     | Larissa Iapichino       | ITA  | 6,79      |
| 2     | Tara Davis-Woodhall     | USA  | 6,74      |
| 3     | Maryna Bech-Romantschuk | UKR  | 6,59 SB   |
| 4     | Ese Brume               | NGR  | 6,58      |
| 5     | Malaika Mihambo         | GER  | 6,57 SB   |
| 6     | Jazmin Sawyers          | GBR  | 6,43 SB   |
| 7     | Ivana Vuleta            | SRB  | 6,42 SB   |
| 8     | Quanesha Burks          | USA  | 6,33      |
| 9     | Khaddi Sagnia           | SWE  | 6,32      |

#### Diskuswurf
| Platz | Athletin             | Land | Weite (m) |
| ----- | -------------------- | ---- | --------- |
| 1     | Valarie Allman       | USA  | 65,96     |
| 2     | Feng Bin             | CHN  | 65,91     |
| 3     | Shanice Craft        | GER  | 64,47     |
| 4     | Liliana Cá           | POR  | 63,69     |
| 5     | Mélina Robert-Michon | FRA  | 63,20     |
| 6     | Jorinde van Klinken  | NED  | 62,13     |
| 7     | Daisy Osakue         | ITA  | 61,55     |
| 8     | Izabela da Silva     | BRA  | 60,81     |
| 9     | Laulauga Tausaga     | USA  | 55,34     |